# غو سو
غو سو (بالصينية: 顾肃) هو فيلسوف صيني، ولد في 1 أبريل 1955.